# Stadtkrone
Il concetto di Stadtkrone (in italiano: Corona della città) è legato alla componente architettonica dell'espressionismo tedesco e il principale sostenitore di questa idea è l'architetto Bruno Taut.
La teoria della Stadtkrone si applica alla pianificazione urbana e consiste nella disposizione di un elemento forte, un edificio di particolare evidenza e pregio al centro della città, che sia caratterizzante della città stessa. Conformemente agli stilemi dell'espressionismo e del movimento della "Catena di vetro" promosso da Taut, questo edificio simbolo deve essere di scala imponente e di caratteristiche formali omogenee che coinvolgano empaticamente lo spettatore.